# Ville-en-Tardenois

Ville-en-Tardenois este o comună în departamentul Marne, Franța. În 2009 avea o populație de 565 de locuitori.